# 英貴
英貴（ひでき、1985年9月12日 - ）は、日本の漫画家。女性。

## 作品リスト

### 漫画作品

#### 連載
- マノン 警官見習い中（『ARIA』2011年1月号[3] - 4月号）
- ヒミツの薔薇十字団（『ARIA』2012年1月号[4] - 8月号）
- チャリに乗れない！（『マンガボックス』2014年第1号 - 2015年第38号）
- S渡さんとM村くん（『ヤングエース』2015年9月号[5] - 2017年2月号）
- 結婚したいアラサー漫画家が女子力向上させてみた話。（『COMIC Be』連載）
- 1年A組のモンスター（『月刊ComicREX』2018年3月号[6] - 連載中）
- 男子高校生を養いたいお姉さんの話（『週刊少年マガジン』2018年19号[7] - 2022年18号[8]）
- きらぼしお嬢様の求婚（『週刊少年マガジン』2022年50号[9] - 2023年36・37合併号）
- みゆちゃんはずっと友達（『カドコミ』2024年5月23日[10] - 連載中）

#### 読み切り
- 不夜城アガペー（『ARIA』2011年7月号[11]）
- 友を得るに胃痛なる勿れ。（原作：朝霧カフカ、『文豪ストレイドッグス 公式アンソロジー 〜麗〜』2016年） - 『文豪ストレイドッグス』のアンソロジー寄稿作品[12]。
- 文豪達の合同親睦会（原作：朝霧カフカ、『文豪ストレイドッグス 公式アンソロジー 〜華〜』2017年） - 『文豪ストレイドッグス』のアンソロジー寄稿作品[13]。
- お母さん（原作：朝霧カフカ、『文豪ストレイドッグス 公式アンソロジー 〜凛〜』2018年） - 『文豪ストレイドッグス』のアンソロジー寄稿作品[14]。

### 書籍
- 『マノン 警官見習い中』講談社〈KCx ARIA〉、2011年7月7日発売[15]、ISBN 978-4-06-380522-2
- 『ヒミツの薔薇十字団』、講談社〈KCx ARIA〉2012年、全2巻
  1. 2012年6月7日発売[16]、ISBN 978-4-06-380577-2
  2. 2012年8月7日発売[17]、ISBN 978-4-06-380587-1
- 『チャリに乗れない！』、講談社〈少年マガジンコミックス〉2014年 - 2015年、全5巻
  1. 2014年7月9日発売[18]、ISBN 978-4-06-395121-9
  2. 2014年9月9日発売[19]、ISBN 978-4-06-395202-5
  3. 2015年1月9日発売[20]、ISBN 978-4-06-395282-7
  4. 2015年5月8日発売[21]、ISBN 978-4-06-395385-5
  5. 2015年9月9日発売[22]、ISBN 978-4-06-395478-4
- 『S渡さんとM村くん』、KADOKAWA〈角川コミックス・エース〉2016年 - 2017年、全3巻
  1. 2016年3月4日発売[23]、ISBN 978-4-04-103853-6
  2. 2016年7月4日発売[24]、ISBN 978-4-04-104550-3
  3. 2017年3月4日発売[25]、ISBN 978-4-04-105353-9
- 『1年A組のモンスター』、一迅社〈REXコミックス〉2018年[26] - 刊行中、既刊14巻（2025年2月27日現在）
- 『男子高校生を養いたいお姉さんの話』、講談社〈講談社コミックス〉2018年[27] - 2022年、全13巻
- 『結婚したいアラサー漫画家が女子力向上させてみた話』ふゅーじょんぷろだくと〈Beコミックス〉、2018年9月22日発売[28]、ISBN 978-4-86589-509-4
- 『きらぼしお嬢様の求婚』、講談社〈KCデラックス〉、全3巻
  1. 2023年3月16日発売[29][30]、ISBN 978-4-06-531092-2
  2. 2023年6月15日発売[31]、ISBN 978-4-06-531885-0
  3. 2023年10月17日発売[32]、ISBN 978-4-06-533160-6
- 『みゆちゃんはずっと友達』、KADOKAWA〈カドコミ〉2024年 - 、既刊3巻（2025年7月7日現在）
  1. 2024年8月7日発売[33][34]、ISBN 978-4-04-811332-8
  2. 2025年2月7日発売[35]、ISBN 978-4-04-811463-9
  3. 2025年7月7日発売[36]、ISBN 978-4-04-811565-0

### その他
- 中の人などいない! トーキョー・ヒーロー・プロジェクト（2012年）キャラクターデザイン（トシマ・ヒーロー「磁界熊 -マグマネット-」）[37]
- であいもん 公式コミックアンソロジー 〜縁〜（2022年）カラーイラスト[38]

## 関連人物
師匠
- 柏原麻実